# Os Indecentes
Os Indecentes é um filme brasileiro de 1980, com direção de Antônio Meliande.

## Elenco
- Mário Benvenutti
- José Miziara
- Patrícia Scalvi
- Serafim Gonzalez
- Claudete Joubert
- Felipe Levy
- Helena Ramos
- Ricardo Ostrower
- Américo Taricano
- Harry Zalkowistch